# Hemhofen
Hemhofen település Németországban, azon belül Bajorországban. Lakosainak száma 5340 fő (2023. december 31.). Hemhofen Adelsdorf és Röttenbach községekkel határos.

## Népesség
A település népessége az elmúlt években az alábbi módon változott:
| Lakosok száma | 2314 | 2858 | 5193 | 5171 | 5244 | 5367 | 5298 | 5362 | 5433 | 5340 |
|               | 1970 | 1975 | 2011 | 2012 | 2014 | 2015 | 2017 | 2019 | 2022 | 2023 |